# Heeresfliegertruppe
Il Corpo degli Aviatori Tedeschi (in tedesco: Heeresfliegertruppe), è il corpo di aviazione di terra tedesco, ed ha il compito di fornire trasporto aereo tattico, supporto aereo ravvicinato, ricognizione, collegamento e soccorso in caso di calamità.
Venne costituito nel 1957 ed è formato da sei reggimenti, uno squadrone indipendente e da una scuola di formazione.

## Mezzi Aerei
Sezione aggiornata annualmente in base al World Air Force di Flightglobal del corrente anno. Tale dossier non contempla UAV, aerei da trasporto VIP ed eventuali incidenti accorsi durante l'anno della sua pubblicazione. Modifiche giornaliere o mensili che potrebbero portare a discordanze nel tipo di modelli in servizio e nel loro numero rispetto a WAF, vengono apportate in base a siti specializzati, periodici mensili e bimestrali. Tali modifiche vengono apportate onde rendere quanto più aggiornata la tabella.
| Aeromobile               | Origine                     | Tipo                            | Versione (denominazione locale) | In servizio (2024) | Note | Immagine |
| Elicotteri               |                             |                                 |                                 |                    | |          |
| NHIndustries NH90        | Italia Germania Paesi Bassi | elicottero utility              | NH-90 TTH                       | 81                 | 82 NH-90 TTH ordinati. |          |
| Eurocopter Tiger         | Unione europea              | elicottero d'attacco            | Tiger UHT                       | 54                 | 68 Tiger UHT ricevuti tra il 2005 e il luglio 2018. |          |
| Bell 2016 JetRanger      | Stati Uniti                 | elicottero da addestramento     | Bell 206B-3                     | 6                  | |          |
| Eurocopter EC 135        | Francia                     | elicottero da addestramento     | EC-135T-2                       | 14                 | Uno dei 19 EC-135T-2 in servizio a tutto il 2018, è andato perso il 1 luglio 2019. |          |
| Airbus Helicopters H145M | Unione europea              | SARelicottero d'attacco leggero | H145M LUH SARH145M LAH          | 71                 | 7 H145 LUH SAR da utilizzare nel ruolo SAR ordinati a dicembre 2018, da consegnarsi a partire dal 2020. Il primo esemplare è stato consegnato a dicembre 2019, in anticipo sulla data prevista. Il settimo ad ultimo esemplare è stato consegnato il 19 marzo 2021. Ulteriori 62 H145M LAH da attacco leggero ordinati il 14 dicembre 2023. Primo esemplare di H145M LAH consegnato a novembre 2024. |          |

### Aeromobili ritirati
- Bell UH-1D Huey - 204 esemplari (1967-2021)[12][13]